# Anna Sten

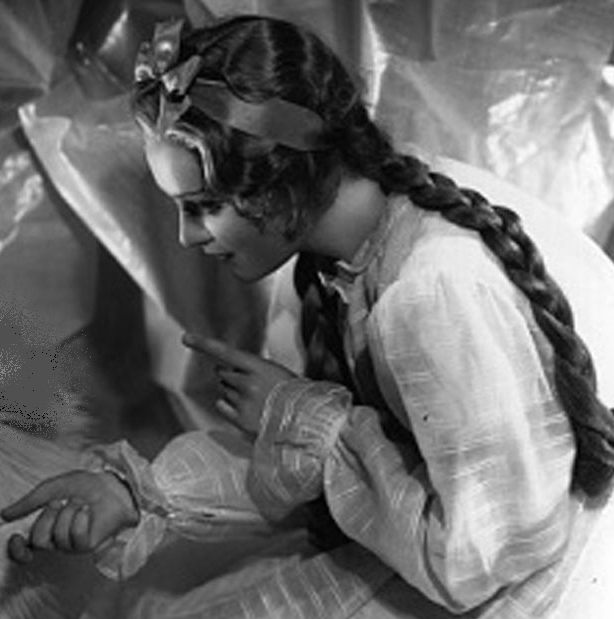
Anna Sten

Anna Sten (eigentlich Anna Petrivna Fesak, ukrainisch Анна Петрівна Фесак; * 29. Juni 1908 in Kiew, Russisches Kaiserreich; † 12. November 1993 in New York City) war eine russisch-amerikanische Schauspielerin der späten Stummfilm- und frühen Tonfilmzeit.

## Biografie
Anna Sten, deren Geburtsdaten und -namen häufig mit denen der in Moskau geborenen Schauspielerin Anel Sudakewitsch verwechselt werden, wurde im damals russischen Kiew als Tochter eines russischen Ballettlehrers und einer schwedischen Schauspielerin geboren. Sie erhielt Ballettunterricht und arbeitete zunächst als Kellnerin, bevor sie eine Schauspielausbildung am Stanislawski-Institut in Moskau begann.
Ihr Filmdebüt hatte sie 1926 in einem Film von Fjodor Ozep. Sie wirkte unter anderem 1927 in dem kuriosen Collagen-Film Der Kuss von Mary Pickford mit, der nach einer Sowjetunionreise Mary Pickfords und Douglas Fairbanks’ ohne deren Wissen von Sergei Komarow aus Wochenschaumaterial produziert wurde. Nach einigen Rollen in Filmen von Boris Barnet, Jakow Protasanow und Jewgeni Tscherwjakow ging sie 1930 nach Deutschland, wo sie zwei Jahre tätig war. Durch den Ozep-Film Der Mörder Dimitri Karamasoff nach dem Roman Die Brüder Karamasow von Fjodor Dostojewski erregte sie internationale Aufmerksamkeit.
Der Hollywood-Produzent Samuel Goldwyn gab ihr daraufhin einen Vertrag und brachte sie 1932 nach Amerika. Mit einem bis dahin unbekannten Publicityrummel wurde Sten als Konkurrentin von Greta Garbo und Marlene Dietrich lanciert. Ihre Filme wurden mit großem Aufwand produziert und Goldwyn gab ihr jeweils wichtige Stars an die Seite. Dorothy Arzner führte sie durch ihr Debüt als Nana nach dem gleichnamigen Roman von Émile Zola, Rouben Mamoulian adaptierte die Filmversion von Auferstehung von Lew Tolstoi unter dem Titel We Live Again mit Fredric March als ihrem Partner. Doch das Publikum blieb unbeeindruckt von Anna Sten und sie wurde bald als Goldwyn's Folly (ungefähr: Goldwyn's Torheit) zum Gespött der Stadt, auch Cole Porter machte sich in seinem berühmten Lied Anything Goes darüber lustig.
Der Produzent löste bald darauf den Vertrag, und Anna Sten drehte noch einige B-Filme. 1936 ging sie nach England, wo sie bis 1962 in Filmen mitwirkte. Sie war am Theater aktiv und trat gelegentlich im Fernsehen auf. Zuletzt lebte sie mit ihrem Ehemann Eugene Frenke in New York.

## Filmografie
- 1926: Miss Mend
- 1927: Pobeda schenstschini
- 1927: Moskau, wie es weint und lacht (Devushka s korobkoy)
- 1927: Der Kuß von Mary Pickford (Поцелуй Мери Пикфорд/Pozelui Meri Pikford)
- 1928: Kto ty takoi?
- 1928: Sturm über Asien (Potomok Tschingis-Chana)
- 1928: Das Haus in der Trubnaja-Straße (Dom na Trubnoi)
- 1928: Der gelbe Paß (Semlja w plenu)
- 1928: Moy syn
- 1929: Zwei-Buldi-zwei (Dwa-Buldi-dwa)
- 1930: Lohnbuchhalter Kremke
- 1931: Der Mörder Dimitri Karamasoff
- 1931: Salto Mortale
- 1931: Bomben auf Monte Carlo
- 1931: Stürme der Leidenschaft
- 1934: Nana
- 1934: We Live Again
- 1935: The Wedding Night
- 1936: A Woman Alone
- 1939: Exile Express
- 1940: The Man I Married
- 1941: So Ends Our Night
- 1943: Chetniks
- 1943: They Came to Blow Up America
- 1943: Three Russian Girls
- 1948: Geld oder Liebe (Let’s Live a Little)
- 1955: Treffpunkt Hongkong (Soldier of Fortune)
- 1956: Runaway Daughters
- 1957: The Walter Winchell File (TV-Serie)
- 1959: Adventures in Paradise (TV-Serie)
- 1962: The Nun and the Sergeant
- 1964: Arrest and Trial (TV-Serie)